# Xiaojin
Xiaojin (en chino, 小金; pinyin, Xiǎojīn) también conocida en tibetano como Zainlha (en tibetano: བཙན་ལྷ་, wylie: btsan lha, ZWPY: Zainlha) es un condado bajo bajo la administración directa de la Prefectura Ngawa. Se ubica en la provincia de Sichuan, centro-sur de la República Popular China. Su área es de 5564 km² y su población total para 2010 superó los 77 mil habitantes.

## Administración
Desde julio de 2023, el condado Xiaojin se divide en 18 pueblos que se administran en 7 poblados y 11 villas.

## Toponimia
Antes conocida como Maogong (懋功县) que significa 'gran logro', fue llamada así por el emperador Qianlong que vio en su paso por esta región una serie de victorias. Sin embargo, en el contexto histórico, este nombre estuvo ligado a eventos como las campañas militares del emperador Qianlong de la dinastía Qing (Campañas Jinchuan 大小金川之役), así como a la reorganización administrativa que siguió a estas campañas.
En 1953, debido a políticas que buscaban eliminar nombres que pudieran considerarse discriminatorios o inapropiados, el nombre Maogong fue cambiado oficialmente a Xiaojin  [/xiáo-chin/], que significa "Pequeño Oro", en referencia al oro que se encontraba en los ríos de la zona.
El nombre tibetano "Zainlha" significa "deidad feroz" o "dios colérico", este nombre está relacionado con el río Xiaojin (小金川), que se encuentra en la región. El río Xiaojin recibió su nombre debido a la presencia de oro en la arena  a lo largo de su cauce.